# 10-es busz (Székesfehérvár)
A székesfehérvári 10-es jelzésű autóbusz a Szedreskerti lakónegyed és az Orsovai utca végállomások között közlekedik. A viszonylatot a MÁV Személyszállítási Zrt. üzemelteti.

## Története
2013. július 1-jétől menetrendritkítás következtében 18 járattal kevesebb indul, vagyis az iskolai előadások napján érvényes menetrend helyett a tanszünetes menetrendet vezették be a tanítási napokra is.
2017. október 1-jétől a Rádiótelepről a Szedreskerti lakónegyed irányába közlekedő 13:20-kor induló betétjárat forgalma megszűnt.
2025. augusztus 2-tól szerepét átvette a 26A járat, amely meghosszabbítva közlekedik a Jancsár utcaától az Orsovai utcáig a 10-es járatok útvonalán, ezáltal sűrűbb, szélesebb kapcsolatot biztosítva Maroshegynek. A vonalon ugyan megmaradt pár járat, viszont azok csak munkanapokon a az iskolákhoz időzítve közlekednek.

## Útvonala
| Orsovai utca felé | Szedreskerti lakónegyed felé |
| --- | --- |
| Szedreskerti lakónegyed vá. – Ligetsor – Mészöly Géza utca – Palotai út – Piac tér – Vörösmarty tér – Balatoni út – 7201. számú út – Úrhidai út – Orsovai utca vá. | Orsovai utca vá. – Úrhidai út – 7201. számú út – Balatoni út – Vörösmarty tér – Piac tér – Palotai út – Mészöly Géza utca – Ligetsor – Szedreskerti lakónegyed vá. |

## Megállóhelyei
| 0  | Szedreskerti lakónegyed végállomás | 18 | 11, 12, 12Y, 14, 16 | Vörösmarty Mihály Általános Iskola, Bregyó-közi Ifjúsági és Sportcentrum                 |
| 1  | Liget sor                          | 17 | 11, 12, 12Y, 14, 16 | Vidámparki-tó                                                                            |
| 2  | Uszoda                             | 16 | 11, 12, 12Y, 14, 15, 16, 17, 34 | Csitáry G. Emil Uszoda és Strand                                                         |
| 3  | Szabadságharcos út                 | 14 | 11, 12, 16, 17 | Csitáry G. Emil Uszoda és Strand                                                         |
| 5  | György Oszkár tér                  | 12 | 11, 12, 12Y, 14, 15, 17, 26, 26A, 34, 36, 37, 38, 42 | Vasvári Pál Általános Iskola                                                             |
| 6  | Halász utca                        | 10 | 11, 12, 12Y, 14, 15, 26, 26A, 34, 37, 42 |                                                                                          |
| 8  | Autóbusz-állomás                   | 8  | 11, 11A, 12, 12A, 12Y, 13G, 14, 14G, 15, 15Y, 26, 26A, 26G, 34, 36, 37, 38, 40, 41, 42, 44 707, 718, 747, 748, 749, 750, 751, 757, 758, 759, 8000, 8001, 8002, 8010, 8011, 8013, 8030, 8032, 8033, 8035, 8037, 8039, 8040, 8046, 8047, 8048, 8049, 8050, 8055, 8060, 8062, 8065, 8066, 8067, 8068, 8069, 8070, 8078, 8080, 8086, 8090, 8092, 8093, 8095, 8096, 8097, 8098, 8099 1172, 1173, 1174, 1204, 1205, 1215, 1229, 1507, 1510, 1512, 1529, 1563, 1706, 1707, 1734, 1758, 1803, 1808, 1809, 1822, 1823, 1824, 1826, 1840, 1841, 1842, 1843, 1844, 1845, 1853 | Autóbusz-állomás, Alba Plaza, Belváros                                                   |
| 10 | Hosszúsétatér                      | 6  | | Közép-dunántúli Vízügyi Igazgatóság                                                      |
| 12 | Jancsár utca                       | 5  | 20, 22, 23, 23E, 24, 25, 26, 26A 8050, 8055, 8060, 8062, 8067, 8068, 8069, 8070, 8078 | Jancsár Hotel                                                                            |
| 14 | Szilvamag utca                     | 3  | 26A, 40, 41 | Interspar, Praktiker                                                                     |
| 16 | Rádiótelep                         | 2  | 26A, 40, 41 8050, 8055, 8060, 8062, 8065, 8066, 8067, 8068, 8069, 8070, 8078 1173, 1563 | Jolán Bisztró és Fagyizó, Dunafém-Maroshegy SE, Vörösmarty Mihály Ipari Szakképző Iskola |
| 17 | Vízaknai utca                      | 1  | 26A |                                                                                          |
| 18 | Orsovai utca végállomás            | 0  | 26A 8069, 8070, 8078 |                                                                                          |